# Roger Kowalski
Pour les articles homonymes, voir Kowalski.
Roger Kowalski, est un poète français né à Lyon le 31 août 1934 et mort le 6 septembre 1975 à Bron.

## Biographie

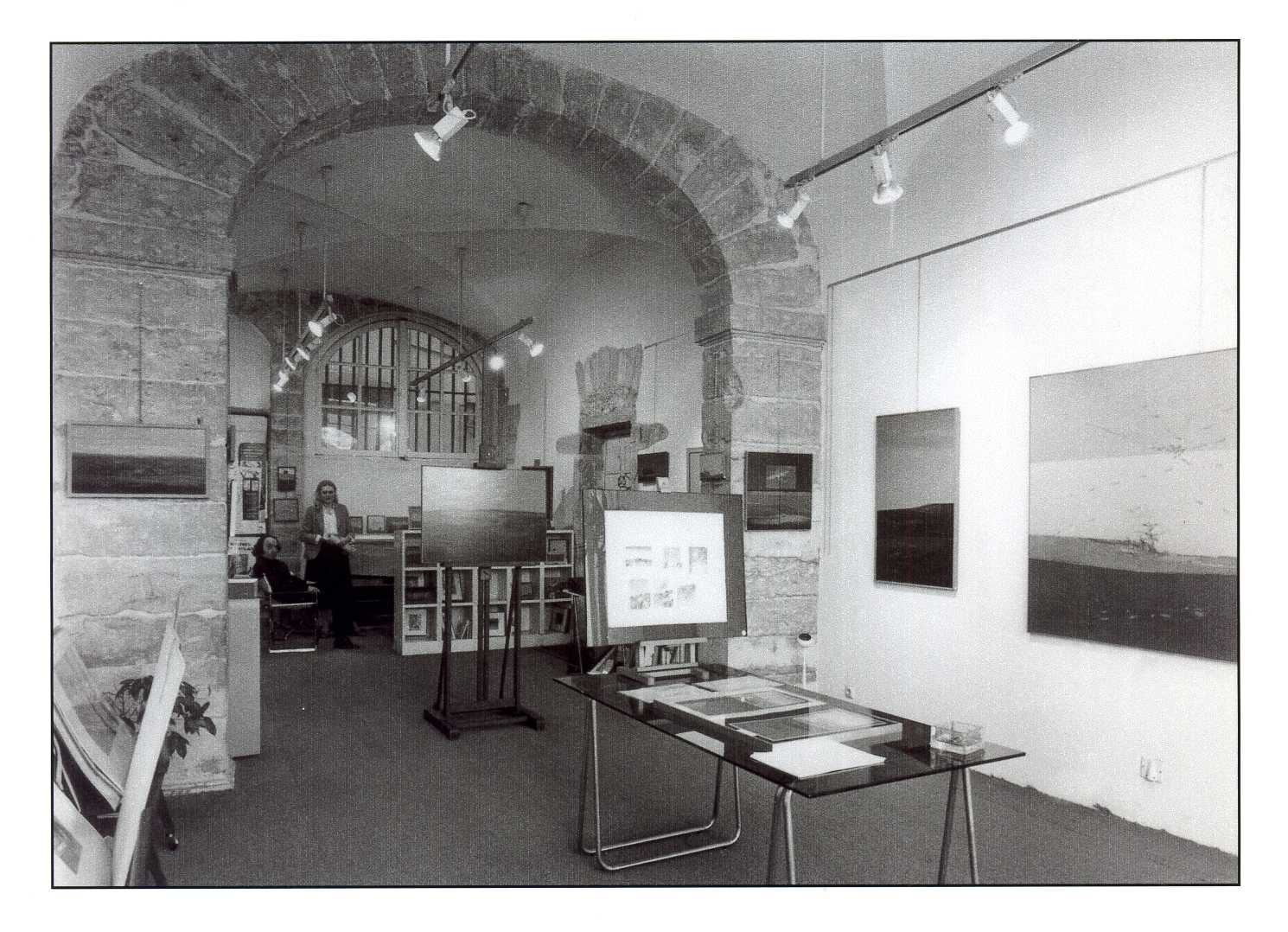
La galerie K à Lyon vers 1975.

Né d’un père polonais et d’une mère allemande, Roger Kowalski fait sa scolarité chez les Jésuites. Il est l'élève, au lycée, de Louis Pize, qui lui transmet le goût de la poésie. Il fréquente également le conservatoire d’art dramatique et prend des cours de chant.
Il exerce ensuite diverses professions, dont celle de régisseur d’immeubles pendant une douzaine d'années.
En 1974, quelques mois avant sa mort, Kowalski ouvre avec sa femme Colette une galerie de peinture à Lyon, la galerie K. Cette galerie, qui ferme ses portes en 1989, marque la vie artistique locale dans les décennies 1970-80, en exposant de nombreux artistes dont Robert Nicoïdski.

## Œuvres
- Le Silenciaire : extraits, Guy Chambelland, 1961 (prix Aloysius Bertrand)
- La Pierre milliaire, Les Cahiers de la Licorne, 1961
- Augurales, L.E.O., 1964
- Le Ban, Guy Chambelland, 1964 (prix Artaud)
- Les Hautes Erres, Seghers, 1966
- Sommeils, Grasset, 1968

### Posthumes
- À l'Oiseau À la miséricorde, Guy Chambelland, 1976
- Un sommeil différent, choix de poèmes établi par Claude-Michel Cluny et présenté par Yves Martin, éditions de la Différence, « Orphée », 1992
- Poésies complètes, Le Cherche midi, 2000

## Hommages

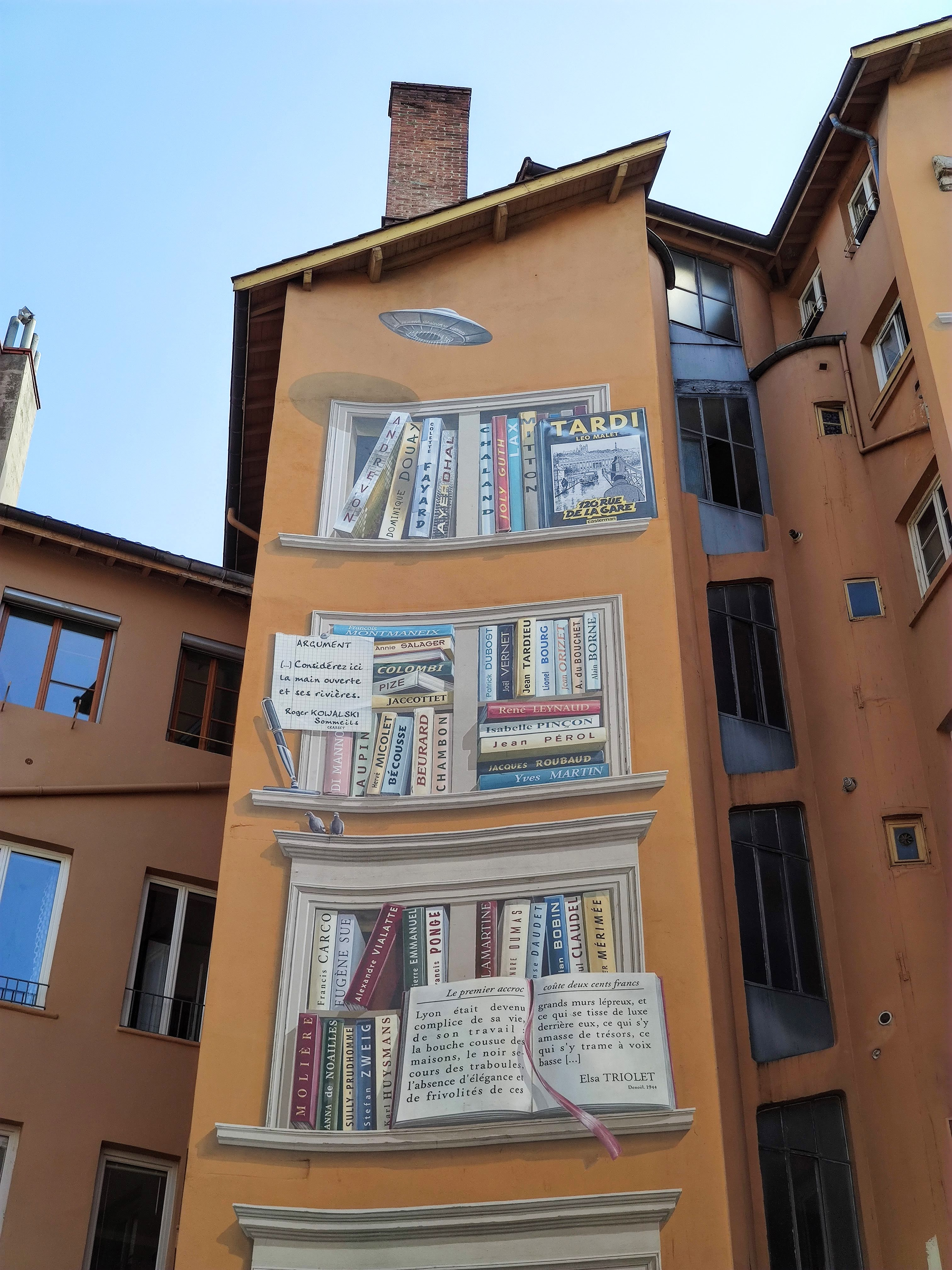
Quelques vers de Roger Kowalski sur un mur peint de la rue de la Platière, à Lyon.

- La ville de Lyon, à laquelle il était attaché, décerne chaque année un prix de poésie portant son nom.
- Hélène Csech, Yves Doaré, Paul Hickin, Francis Mockel, Mordecaï Moreh, Georges Rubel, Je suis entré dans la pierre…, album de six gravures, édité à 70 exemplaires numérotés, réalisé par les graveurs de la galerie K en hommage à Roger Kowalski, Paris, novembre 1977.
- La bibliothèque municipale de Lyon lui a consacré une exposition du 16 avril au 25 mai 1985.
- Le peintre Robert Nicoïdski a brossé une importante série de toiles-portraits de Roger Kowalski, intitulées Portrait de K.[6]